# Railtrack
Railtrack – zarządca infrastruktury kolejowej w Wielkiej Brytanii w latach 1994–2002.

## Historia
W wyniku procesu przekształceń przedsiębiorstwa British Rail infrastruktura kolejowa została przekazana pod zarząd Railtrack, podmiotu następnie sprywatyzowanego w roku 1996.
Spółka Railtrack nie była w stanie nadrobić wieloletnich zaniedbań inwestycyjnych i świadczyć usług w stosunku do operatorów pasażerskich i towarowych na odpowiednio wysokim poziomie przy jednoczesnej wypłacie dywidendy.
Prace remontowe powodowały wzrost kosztów i zakłócenia w ruchu kolejowym, co odbijało się na wynikach spółek operatorskich i dalszym obniżeniu jakości usług kolejowych.
Bezpośrednią przyczyną decyzji o bankructwie spółki była seria wypadków i złe wyniki finansowe za lata 2000–2001. Wypadki kolejowe, w tym wypadek w Hatfield z października 2000 roku, wykazały zapóźnienie inwestycyjne skutkujące poważnym obniżeniem bezpieczeństwa.
Przedstawiony w maju 2001 roku raport finansowy wykazywał ponad pół miliarda funtów strat za rok 2000, co spowodowało dramatyczny spadek notowań spółki i jej bankructwo.
W październiku 2002 roku majątek Railtrack został przejęty przez Network Rail.